# Philomycus togatus
Philomycus togatus är en snäckart som först beskrevs av Gould 1841.  Philomycus togatus ingår i släktet Philomycus och familjen Philomycidae. Inga underarter finns listade i Catalogue of Life.